# 多拉鎮區 (明尼蘇達州奧特泰爾縣)
多拉鎮區（英語：Dora Township）是位於美國明尼蘇達州奧特泰爾縣的一個行政鎮區。

## 地方資料
多拉鎮區的面積為92.70平方千米，當中陸地面積為74.40平方千米，而水域面積為18.30平方千米。根據2020年美國人口普查的數據，當地共有人口697人，而人口密度為每平方千米7.52人。